# Fotella notalis
Fotella notalis är en fjärilsart som beskrevs av Augustus Radcliffe Grote 1882. Fotella notalis ingår i släktet Fotella och familjen nattflyn. Inga underarter finns listade i Catalogue of Life.